# Оканоган (окръг)
Вижте пояснителната страница за други значения на Оканоган.
Окръг Оканоган (на английски: Okanogan County) е окръг в щата Вашингтон, Съединени американски щати. Площта му е 13 766 km², а населението – 41 742 души (2017). Административен център е град Оканоган.

## Градове
- Брюстър
- Елмър Сити
- Конконъли
- Оумак
- Туисп